# Савицький Сергій Федорович
Сергій Федорович Савицький — старшина Збройних сил України, учасник російсько-української війни, що трагічно загинув під час російського вторгнення в Україну.

## Нагороди
- орден «За мужність» III ступеня (2022, посмертно) — за особисту мужність і самовіддані дії, виявлені у захисті державного суверенітету та територіальної цілісності України, вірність військовій присязі.